# Colorado
Colorado (anglická výslovnost  [kɒləˈrædoʊ]IPA nebo  [kɒləˈrɑːdoʊ]IPA, oficiálně State of Colorado) je stát nacházející se v centrální části Spojených států amerických, v oblasti horských států v západním regionu USA. Colorado, jeden ze států Čtyř rohů, hraničí na severu s Wyomingem, na severovýchodě s Nebraskou, na východě s Kansasem, na jihovýchodě s Oklahomou, na jihu s Novým Mexikem a na západě s Utahem.
Se svou rozlohou 269 837 km² je Colorado osmým největším státem USA, v počtu obyvatel (5,5 milionů) je 21. nejlidnatějším státem a s hodnotou hustoty zalidnění 21 obyvatel na km² je na 37. místě. Hlavním a největším městem je Denver se 680 tisíci obyvateli. Dalšími největšími městy jsou Colorado Springs (460 tisíc obyv.), Aurora (350 tisíc obyv.), Fort Collins (160 tisíc obyv.), Lakewood (150 tisíc obyv.) a Thornton (130 tisíc obyv.). Nejvyšším bodem státu je vrchol Mount Elbert s nadmořskou výškou 4401 m v pohoří Sawatch Range. Největšími toky jsou řeky Rio Grande, Arkansas, Platte a Colorado.
Do regionu Colorada se první evropští (španělští) průzkumníci dostali na začátku 18. století. Území se stalo součástí provincie Santa Fe de Nuevo México v rámci místokrálovství Nové Španělsko, od roku 1821 bylo součástí nezávislého Mexika. Oblast získaly v roce 1848 na základě výsledku mexicko-americké války Spojené státy, přičemž následně bylo rozděleno mezi novomexické, utažské, kansaské a nebraské teritorium. Teprve v 50. letech 19. století zde vznikla první stálá evropská osídlení a na konci tohoto desetiletí zde rovněž vypukla zlatá horečka. Roku 1861 vzniklo coloradské teritorium, pojmenované podle stejnojmenné řeky, která zde pramení. Colorado se 1. srpna 1876 stalo 38. státem USA.

## Historie

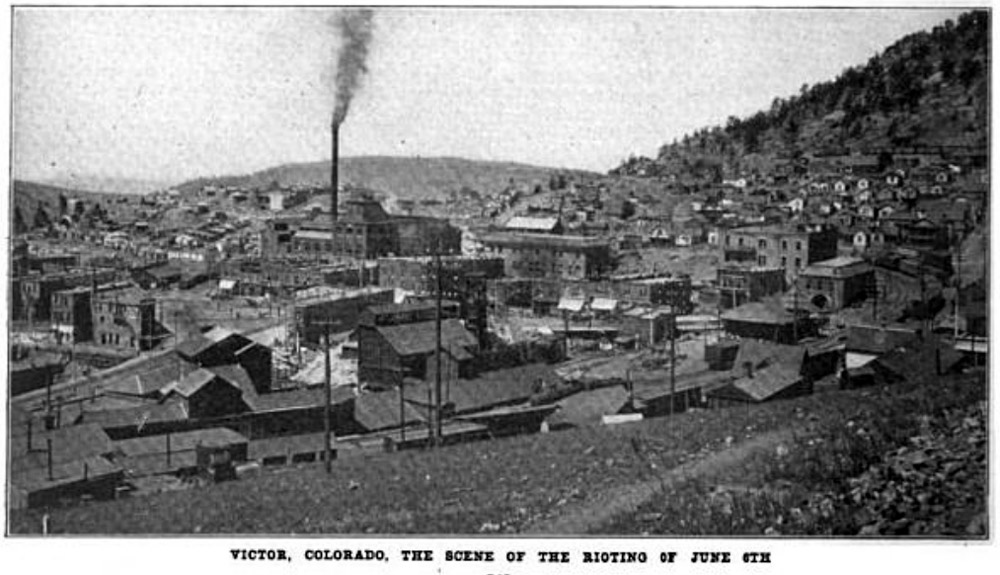
Město Victor v Coloradu – dějiště nepokojů během pracovních válek, 6. června 1904.

První větší vlna osadníků přišla do Colorada v roce 1859, kdy zde vypukla zlatá horečka. Osadníci se usadili v okolí dnešního Denveru. Již v roce 1860 mělo město 60 000 obyvatel. Po celém území vzniklo mnoho zlatokopeckých měst, která se velice rychle rozrůstala. To ale netrvalo dlouho. Po vytěžení zásob v určitých oblastech se města rychle vylidnila a populace se přesunula jinam. Z některých měst vznikla časem turistická centra, lyžařská střediska, centra hazardu nebo historická města. Ale mnoho měst se již nikdy nezotavilo a zůstalo navždy opuštěno. Dnes jich je na území Colorada mnoho a říká se jim města duchů. Colorado také proslulo zločinem. V 19. století zde řádilo mnoho loupeživých band a země byla známá svojí anarchií. 28. února 1861 zřídily USA na území Colorada teritorium. Ale federální vláda zde prakticky neměla vliv. Tento stav se začal pomalu měnit po jmenování Colorada státem USA v roce 1876. Na počátku 20. století bylo Colorado také dějištěm jedněch z největších a nejnásilnějších pracovních sporů ve Spojených státech, známých jako coloradské pracovní války, které probíhaly mezi horníky a těžebními společnostmi.

## Symboly

### Další symboly
Mottem státu je „Nil sine numine“, květinou Aquilegia saximontana, stromem smrk pichlavý, ptákem strnádka skřivanovitá, dinosaurem Stegosaurus a písní Where the Columbines grow.

## Geografie

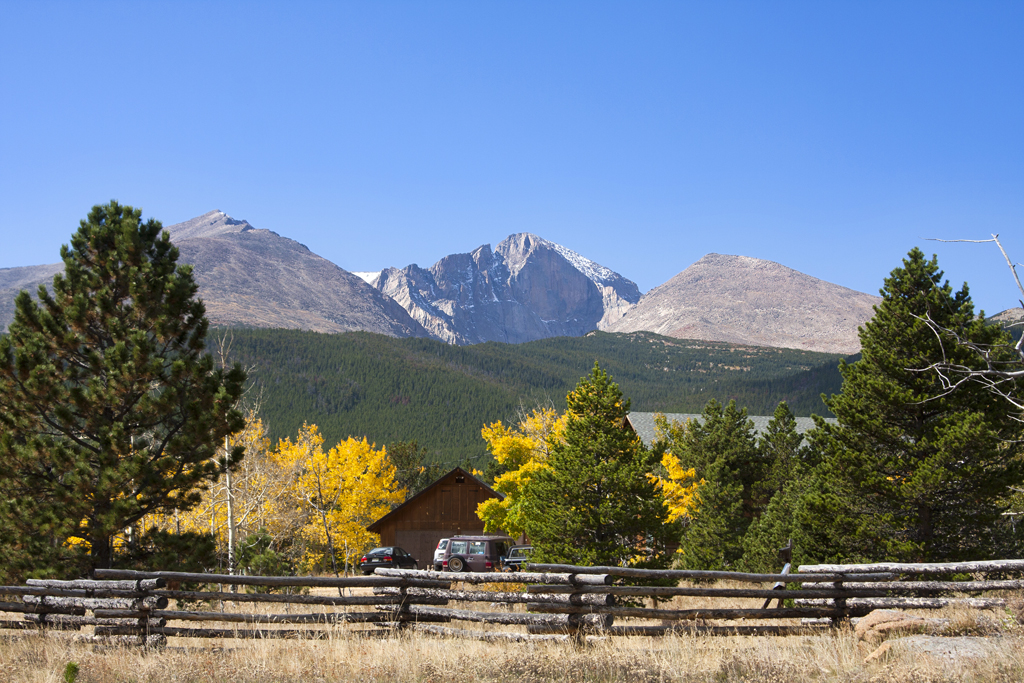
Hora Longs Peak, 4 345 m n. m.

Severní hranici Colorada tvoří Wyoming, na západě sousedí s Utahem a na jihu se státem Nové Mexiko. Kouskem území na jihovýchodě sousedí s Oklahomou, východní hranici sdílí s Kansasem a severovýchodní s Nebraskou.
- Na mapě vypadá Colorado jako čtyřúhelník (tak byly původně hranice i definované – prostor mezi rovnoběžkami 37° a 41° severní šířky a poledníky 25°a 32° západně o Washingtonského poledníku – 77° 2' 48" západní délky), ve skutečnosti se však tvar mírně liší a jde o šestsetdevadesátisedmiúhelník (697). Tento tvar je důsledkem nepřesností při vytyčování hranic Colorada v roce 1879, které se posléze staly oficiálními hranicemi tohoto státu. Chyba (vzdálenost od příslušné rovnoběžky či příslušného poledníku) však nepřesahuje v žádném bodě 1,2 km. Obdobné nepřesnosti se vyskytují i na dalších hranicích definovaných rovnoběžkami či poledníkem.[3]
- Východ státu je tvořen velkými prériemi, které se v půlce státu mění v mohutné Skalnaté hory. Dešťové srážky ve východním Coloradu jsou malé a jejich roční úhrn tvoří 380–630 mm. Leží v suchém, stepním podnebném pásmu (dle Köppenovy klasifikace podnebí).
- Ve středním Coloradu se nacházejí mohutné hory, které jsou porostlé jehličnany. Je zde například pozoruhodný vrchol Longs Peak. V roce 2002 zde vypukl mohutný požár, který tuto oblast významně odlesnil. Obnova původního stavu potrvá desítky let a není vůbec jisté, zda se jí podaří dosáhnout. V nitru Skalnatých hor se nachází několik národních parků. Nachází se tam i velká příkopová propadlina.
- Západ Colorada tvoří taktéž Skalnaté hory a celá oblast je porostlá převážně jehličnany spolu s topolem osikovitým. Skalnaté hory jsou zasněžené pouze v zimě, ale je zde několik menších ledovců.

## Ekonomika
Původně byla ekonomika státu založena na závlahovém zemědělství a těžbě nerostů. V druhé polovině 20. století však velmi expandoval průmysl a služby. Ekonomika je diverzifikovaná a je pozoruhodná koncentrací vědeckého výzkumu a hi-tech průmyslem. HDP Colorada je 153 miliard dolarů, HDP na obyvatele je 32 949 dolarů, což je úroveň Švédska.
- Hlavní zemědělské produkty: dobytek, mléčné výrobky, pšenice, seno.
- Hlavní průmyslová odvětví: výroba strojních zařízení, dopravních zařízení, chemické produkty, těžba nerostů a jejich zpracování, potravinářský průmysl, turistika, bankovnictví.

## Kultura a politika
Obyvatelé Colorada jsou velmi liberální, ale to se týká pouze metropolitní oblasti kolem Denveru, kde je soustředěna většina obyvatel. Obyvatelé prérií na východě a hor na západ jsou naopak velmi konzervativní. V listopadu 2012 proběhlo v Coloradu referendum, které legalizovalo pěstování, držení a prodej marihuany i pro rekreační účely.

## Demografie

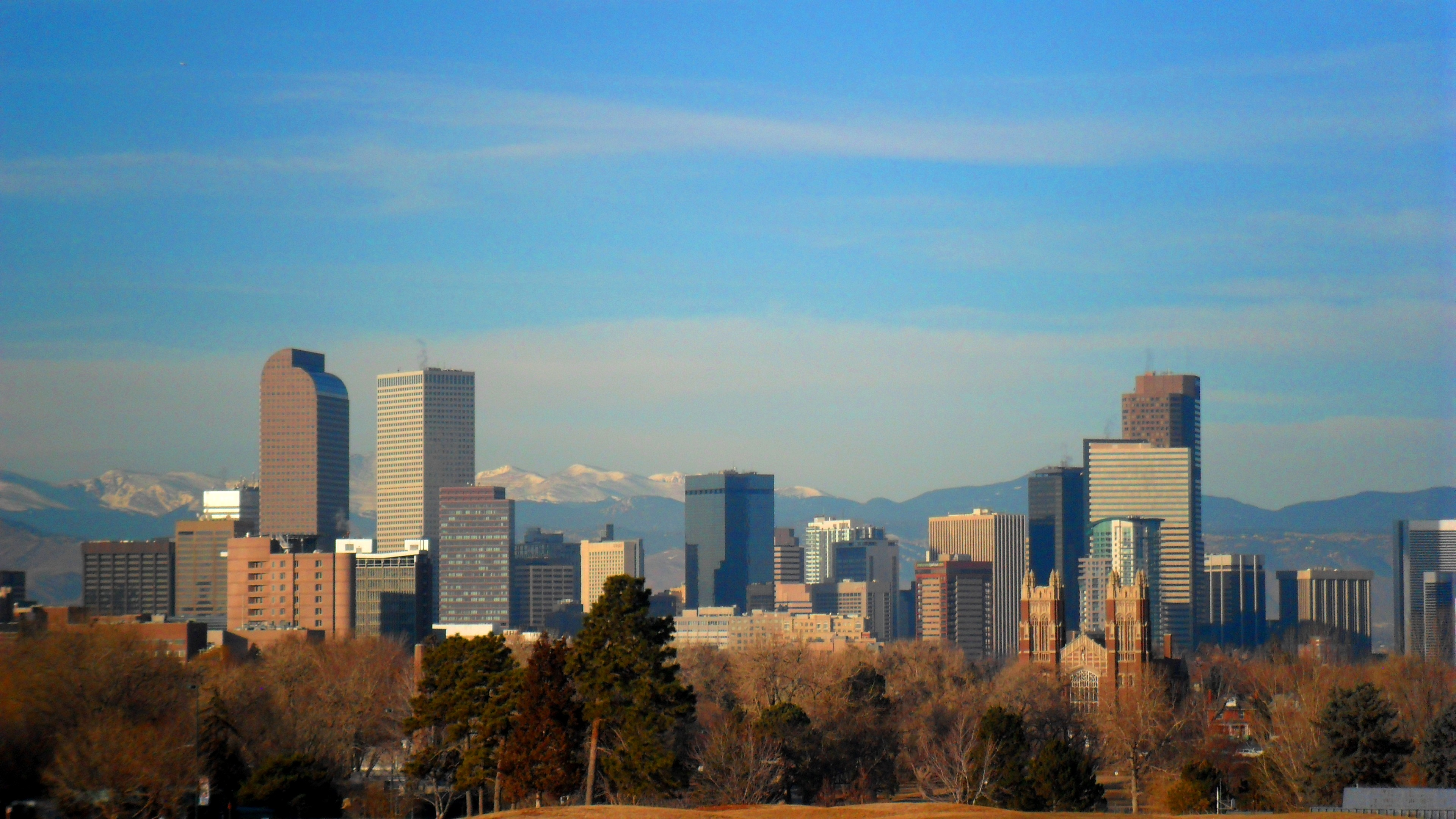
Denver

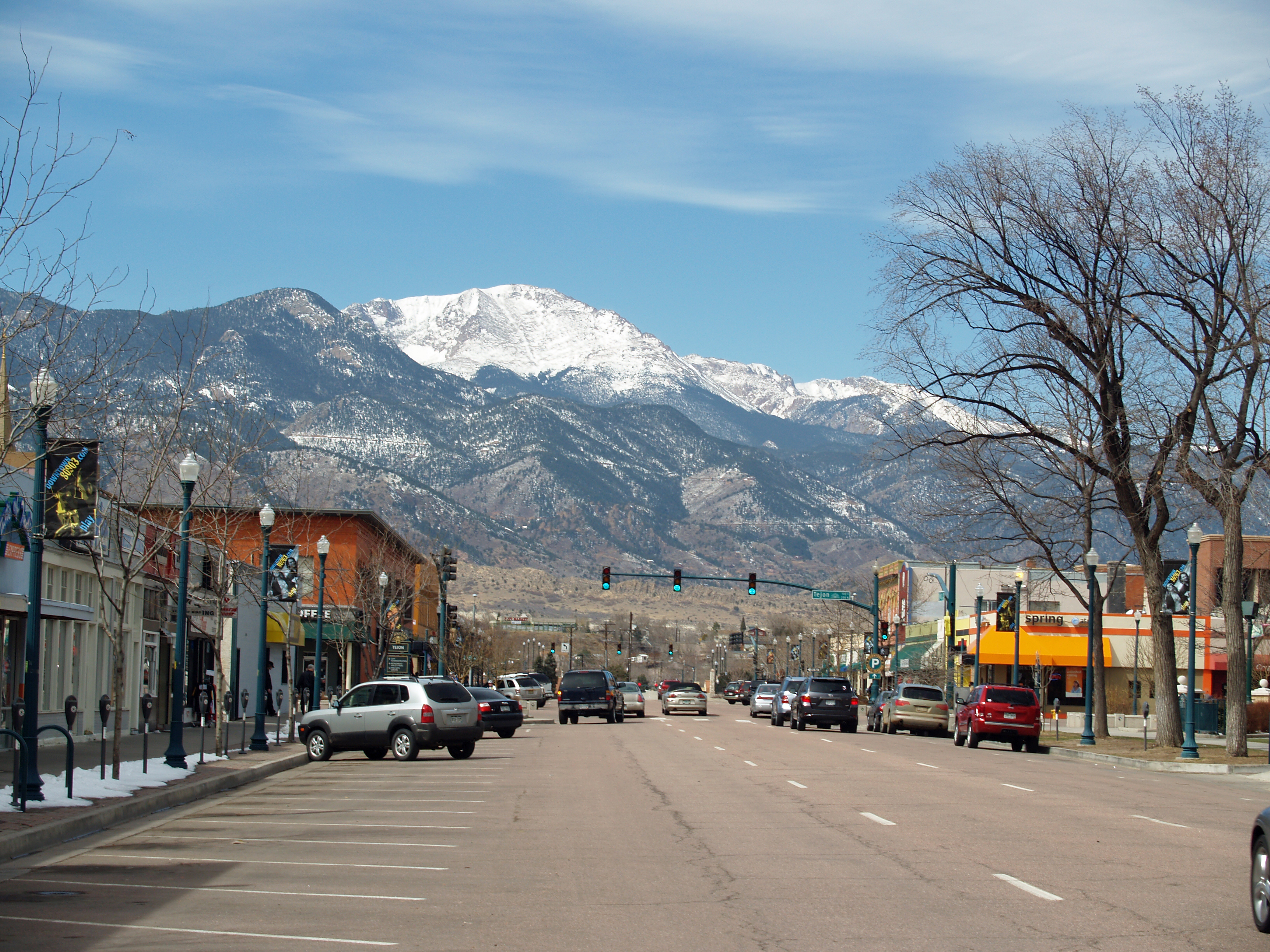
Colorado Springs

Podle odhadu z roku 2022 v Coloradu žije 5 839 926 obyvatel. Podle sčítání lidu z roku 2010 zde žilo 5 029 196 obyvatel. Podle sčítání z roku 2000 to bylo 4 301 261 obyvatel. Stát má díky rozdílným geografickým oblastem různorodé obyvatelstvo.
- Hlavní a největší město je Denver (s předměstími 2 686 147 obyvatel).
- Další významná města: Colorado Springs (478 961 obyvatel), Aurora (386 261 obyvatel), Lakewood (155 984 obyvatel), Fort Collins (169 810 obyvatel), Pueblo (111 876 obyvatel), Aspen – významné lyžařské středisko (7 401 obyvatel).

### Rasové složení
- 81,3 % Bílí Američané (nehispánští běloši 70,0 % + běloši hispánského původu 11,3 %)
- 4,0 % Afroameričané
- 1,1 % Američtí indiáni
- 2,8 % Asijští Američané
- 0,1 % Pacifičtí ostrované
- 7,2 % Jiná rasa
- 3,4 % Dvě nebo více ras

Obyvatelé hispánského nebo latinskoamerického původu, bez ohledu na rasu, tvořili 20,7 % populace.
Na východních Pláních převažuje původem německé obyvatelstvo, ke kterém se v západních horách přidává to původem britské. Na jihu převažují Hispánci a osadníci španělského původu, kteří už tu žijí po stovky let.

### Náboženství
- křesťané 67 %
  - protestanti 31 %
    - baptisté 8 %
    - metodisté 5 %
    - luteráni 5 %
    - episkopální církve 3 %
    - presbyteriáni 3 %
    - letniční 2 %
    - ostatní protestanti 5 %

  - římští katolíci 23 %
  - mormoni 2 %
  - adventisté 1 %
  - ostatní křesťané 10 %
- jiná náboženství 6 %
- bez vyznání 21 %

## Zajímavosti
V Coloradu se odehrává světoznámý animovaný seriál South Park.
Colorado patří k nejvýznamnějším oblastem z hlediska výzkumu druhohorních dinosaurů, a to zejména díky velkému množství dochovaných fosilií z geologického souvrství Morrison. Byl zde například objeven obratel obřího sauropodního dinosaura druhu Maarapunisaurus fragillimus, jehož hmotnost možná přesahovala 100 tun.